# Jemadia fallax
Jemadia fallax är en fjärilsart som beskrevs av Paul Mabille 1878. Jemadia fallax ingår i släktet Jemadia och familjen tjockhuvuden. Inga underarter finns listade i Catalogue of Life.